# Kenneth Walker III
Kenneth Walker III (* 20. Oktober 2000 in Arlington, Tennessee) ist ein US-amerikanischer American-Football-Spieler auf der Position des Runningbacks. Er spielte College Football für Michigan State und Wake Forest in der NCAA Division I Football Bowl Subdivision. Im NFL Draft 2022 wurde er in der zweiten Runde von den Seattle Seahawks ausgewählt.

## Frühe Jahre
Walker besuchte die Arlington High School in Arlington, Tennessee, wo er 3.485 Yards und 41 Touchdowns erlief. Ursprünglich wollte er College Football für die Kent State Golden Flashes der Kent State University spielen, jedoch entschied er sich dann für die Wake Forest Demon Deacons der Wake Forest University.

## College

### Wake Forest
Walker spielte in den Saisons 2019 und 2020 für Wake Forest. In der Zeit kam er auf 1.158 erlaufene Yards und 17 Touchdowns bei 217 Versuchen. In der Saison 2020 setzte er die letzten zwei Spiele aufgrund der COVID-19-Pandemie aus und entschied sich dann, das Team zu verlassen.

### Michigan State
Daraufhin wechselte er über das Transfer Portal zu den Michigan State Spartans der Michigan State University, wo er direkt zum Starter ernannt wurde. Bereits in seinem Debüt konnte er gegen die Northwestern Wildcats 264 Yards und vier Touchdowns bei nur 23 Versuchen erlaufen. In der Saison avancierte er zu einem Favorit für die Heisman Trophy, er konnte in acht Spielen mindestens 125 Yards erlaufen. Bei der Wahl zur Heisman Trophy erreichte er den sechsten Platz, außerdem gewann er den Doak Walker und Walter Camp Award und wurde in das First-Team All-Big Ten gewählt sowie zum Unanimous All-American ausgezeichnet.
Am 16. Dezember 2021 meldete er sich für den NFL Draft 2022 an und verzichtete auf das abschließende Bowl Game der Spartans, den Peach Bowl, der Saison.

### Statistiken
| Saison                       | Team           | Laufspiel | Laufspiel | Laufspiel | Laufspiel | Passspiel | Passspiel | Passspiel | Passspiel |
| Saison                       | Team           | Att       | Yds       | Avg       | TD        | Rec       | Yds       | Avg       | TD        |
| ---------------------------- | -------------- | --------- | --------- | --------- | --------- | --------- | --------- | --------- | --------- |
| 2019                         | Wake Forest    | 98        | 579       | 5,9       | 4         | 3         | 17        | 5,7       | 0         |
| 2020                         | Wake Forest    | 119       | 579       | 4,9       | 13        | 3         | 30        | 10,0      | 0         |
| 2021                         | Michigan State | 263       | 1.636     | 6,2       | 18        | 13        | 89        | 6,8       | 1         |
| Karriere                     | Karriere       | 480       | 2.794     | 5,8       | 35        | 19        | 136       | 7,2       | 1         |
| Quelle: sports-reference.com |                |           |           |           |           |           |           |           |           |

## NFL

### Seattle Seahawks
Walker wurde in der zweiten Runde als 41. Spieler des Drafts 2022 von den Seattle Seahawks ausgewählt. Sein NFL-Debüt hatte er in Woche 2 gegen die San Francisco 49ers. Nachdem sich Runningback Rashaad Penny in Woche 5 längerfristig verletzt hatte, wurde Walker zum Starter ernannt. Am 3. November wurde er als NFL Offensive Rookie of the Month des Monats Oktober ausgezeichnet.

### Saisonstatistiken

#### Regular Season
| Saison                             | Team             | Spiele | Spiele gestartet | Laufspiel | Laufspiel | Laufspiel | Laufspiel | Passspiel | Passspiel | Passspiel | Passspiel | Fumbles | Fumbles |
| Saison                             | Team             | Spiele | Spiele gestartet | Att       | Yds       | Avg       | TD        | Rec       | Yds       | Avg       | TD        | Fum     | Lost    |
| ---------------------------------- | ---------------- | ------ | ---------------- | --------- | --------- | --------- | --------- | --------- | --------- | --------- | --------- | ------- | ------- |
| 2022                               | Seattle Seahawks | 15     | 11               | 228       | 1.050     | 4,6       | 9         | 27        | 165       | 6,1       | 0         | 0       | 0       |
| 2023                               | Seattle Seahawks | 15     | 15               | 219       | 905       | 4,1       | 8         | 29        | 259       | 8,9       | 1         | 1       | 0       |
| 2024                               | Seattle Seahawks | 11     | 11               | 153       | 573       | 3,7       | 7         | 46        | 299       | 6,5       | 1         | 1       | 0       |
| Gesamt                             | Gesamt           | 41     | 37               | 600       | 2.528     | 4,2       | 24        | 102       | 723       | 7,1       | 2         | 2       | 0       |
| Quelle: pro-football-reference.com |                  |        |                  |           |           |           |           |           |           |           |           |         |         |

#### Post Season
| Saison | Team             | Spiele | Spiele gestartet | Laufspiel | Laufspiel | Laufspiel | Laufspiel | Passspiel | Passspiel | Passspiel | Passspiel | Fumbles | Fumbles |
| Saison | Team             | Spiele | Spiele gestartet | Att       | Yds       | Avg       | TD        | Rec       | Yds       | Avg       | TD        | Fum     | Lost    |
| ------ | ---------------- | ------ | ---------------- | --------- | --------- | --------- | --------- | --------- | --------- | --------- | --------- | ------- | ------- |
| 2022   | Seattle Seahawks | 1      | 1                | 15        | 63        | 4,2       | 1         | 1         | 3         | 3         | 0         | 0       | 0       |
| Gesamt | Gesamt           | 1      | 1                | 15        | 63        | 4,2       | 1         | 1         | 3         | 3         | 0         | 0       | 0       |